# Eisengluconat
Eisengluconat oder Eisen(II)-gluconat ist ein zweiwertiges Eisensalz der Gluconsäure.

## Gewinnung und Darstellung
Eisengluconat kann durch Reaktion einer heißen Lösung von Barium- oder Calciumgluconat mit Eisen(II)-sulfat oder durch Reaktion von Eisen(II)-carbonat mit Gluconsäure in Lösung gewonnen werden.

## Eigenschaften
Eisengluconat ist ein gelblichgrauer oder schwach grünlicher, licht- und luftempfindlicher Feststoff mit süßlichem Geruch und schwach saurem Geschmack. Seine wässrige Lösung reagiert sauer.

## Verwendung
Es wird in der Lebensmittelindustrie als Lebensmittelzusatzstoff aus der Gruppe der Stabilisatoren zum Schwärzen von Oliven verwendet. Geschwärzte Oliven erkennt man daran, dass der Olivenkern noch grünlich, das Fleisch der Olive hingegen schwarz ist. Durch Zugabe von zuerst Natriumhydroxid und Eisengluconat später kommt es in Lebensmitteln zu einem Oxidationsvorgang und zu einer Schwarzfärbung, welche am Ende mit Eisengluconat stabilisiert wird. Es ist in der EU als Lebensmittelzusatzstoff der Bezeichnung E 579 ausschließlich für durch Oxidation geschwärzte Oliven zugelassen.
Eisengluconat wird in der Pharmazie beispielsweise als Säureregulator verwendet. Medizinisch wird er zur Steigerung der Eisenwerte eingesetzt. Der Stoff ist Bestandteil von Arzneimitteln und Diätetika, um den Eisenblutspiegel zu erhöhen. Eisengluconat kann reversible Verfärbungen der Zähne hervorrufen.
Eisengluconat wird auch in der Ölindustrie als Korrosionshemmer eingesetzt.